# Maclura
Genre
Maclura est un genre de plantes à fleurs de la famille des Moraceae. C'est le genre de l'Oranger des Osages.

## Synonymes
- Cardiogyne Bureau
- Chlorophora Gaudich.
- Cudrania Trécul
- Fusticus Raf.
- Ioxylon Raf.
- Plecospermum Trécul
- Vanieria Lour.

## Principales espèces
- Maclura africana (Afrique)
- Maclura cochinchinensis (sect. Cudrania ser. Connatae - Syn.: Cudrania cochinchinensis, Cudrania javanensis, Vanieria cochinchinensis) (Chine)
- Maclura excelsa (Afrique de l'ouest)
- Maclura fruticosa (Chine)
- Maclura pomifera (Raf.) Schneid. (sect. Maclura) - Oranger des Osages
- Maclura pubescens (Chine)
- Maclura tinctoria (L.) (sect. Chlorophora) D.Don ex Steud.
- Maclura tricuspidata (sect. Cudrania ser. Liberae - Syn.: Cudrania tricuspidata, Cudrania triloba) (Chine)

## Liste d'espèces
Selon BioLib (10 septembre 2020) et The Plant List (10 septembre 2020) :
- Maclura africana (Bureau) Corner
- Maclura amboinensis Blume
- Maclura andamanica (King ex J.D. Hooker) C.C. Berg
- Maclura brasiliensis (Mart.) Endl.
- Maclura cochinchinensis (Lour.) Corner
- Maclura fruticosa (Roxb.) Corner
- Maclura pomifera (Raf.) C.K.Schneid.
- Maclura pubescens (Trécul) Z.K. Zhou & M.G. Gilbert
- Maclura spinosa (Roxb. ex Willd.) C.C. Berg
- Maclura thorelii (Gagnep.) Corner
- Maclura tinctoria (L.) D.Don ex Steud.
- Maclura tricuspidata Carrière

Selon Tropicos (10 septembre 2020) (Attention liste brute contenant possiblement des synonymes) :
- Maclura affinis Miq.
- Maclura africana (Bureau) Corner
- Maclura amboinensis Blume
- Maclura andamanica (King ex J.D. Hooker) C.C. Berg
- Maclura antoinensis
- Maclura aurantiaca Nutt.
- Maclura brasiliensis (Mart.) Endl.
- Maclura chlorocarpa Liebm.
- Maclura cochinchinensis (Lour.) Corner
- Maclura excelsa (Welw.) Bureau
- Maclura fruticosa (Roxb.) Corner
- Maclura gerontogea Siebold & Zucc.
- Maclura greveana (Baill.) Corner
- Maclura humbertii (Leandri) Corner
- Maclura integrifolia H. Lév. & Vaniot
- Maclura javanica Blume
- Maclura mollis (Fernald) Carvajal
- Maclura mora Griseb.
- Maclura plumerii (Spreng.) D. Don ex Steud.
- Maclura polyneura Miq.
- Maclura pomifera (Raf.) C.K. Schneid.
- Maclura pubescens (Trécul) Z.K. Zhou & M.G. Gilbert
- Maclura regia (A. Chev.) Corner
- Maclura sempervirens Ten.
- Maclura sieberi Blume
- Maclura spinosa (Roxb. ex Willd.) C.C. Berg
- Maclura subintegerrima Miq.
- Maclura thorelii (Gagnep.) Corner
- Maclura tinctoria (L.) D. Don ex Steud.
- Maclura tricuspidata Carrière
- Maclura trilobata Rojas Acosta
- Maclura velutina Blume
- Maclura zanthoxylon (L.) Endl.